# Hurjiwka
Hurjiwka (ukrainisch Гур'ївка; russisch Гурьевка Gurjewka) ist ein Dorf in der ukrainischen Oblast Mykolajiw mit etwa 1350 Einwohnern (2001).

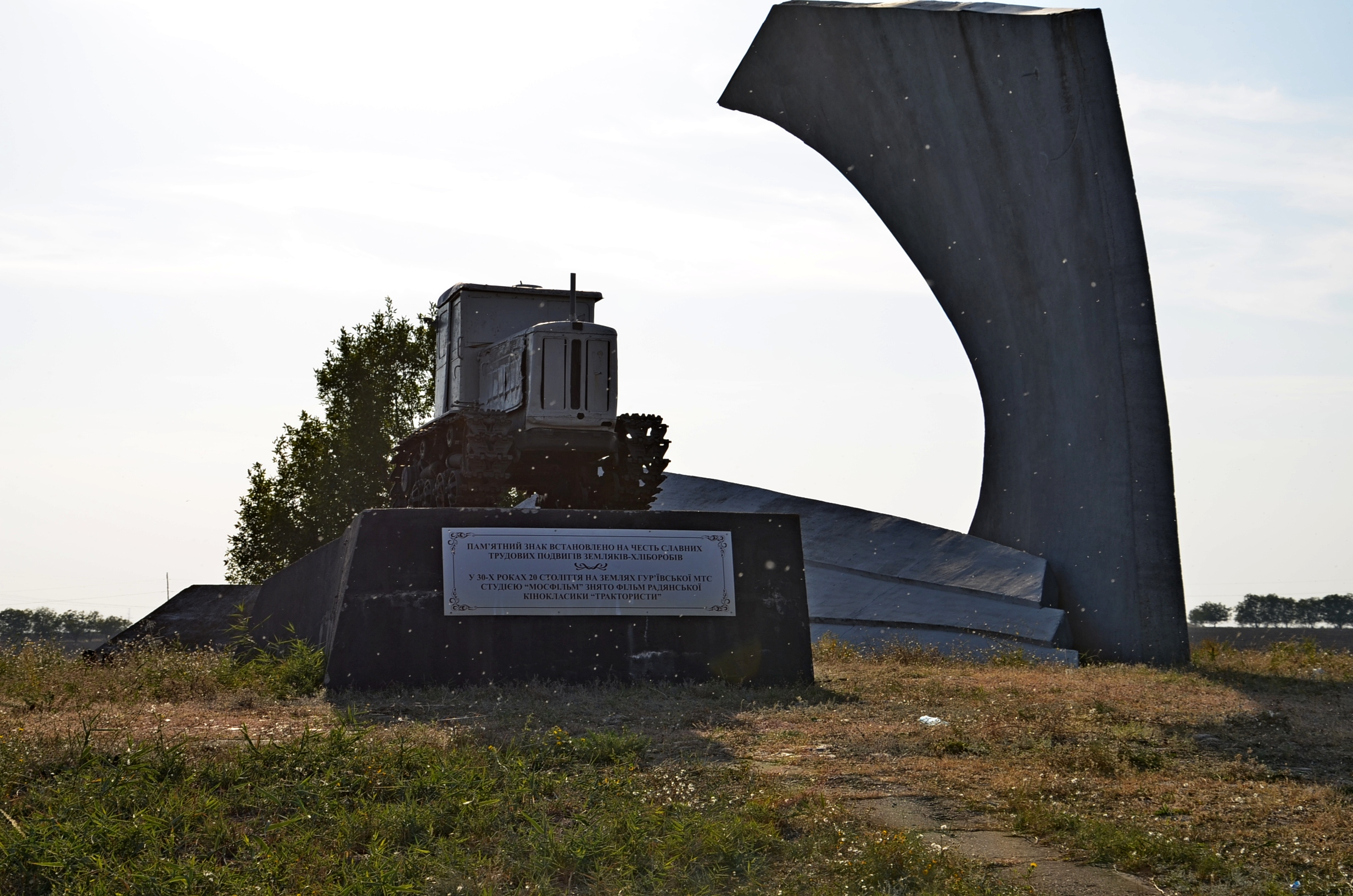
Denkmal im Dorf

Das 1775 erstmals schriftlich erwähnte Dorf liegt am Ufer des Südlichen Bugs. Über die östlich vom Dorf verlaufende Regionalstraße P–06 erreicht man nach 25 km in nördliche Richtung das ehemalige Rajonzentrum Nowa Odessa und nach 25 km in südliche Richtung das Stadtzentrum der Oblasthauptstadt Mykolajiw.
Am 12. Juni 2020 wurde das Dorf ein Teil der neugegründeten Landgemeinde Kostjantyniwka, bis dahin bildete es zusammen mit dem Dorf Pisky (Піски) die gleichnamige Landratsgemeinde Hurjiwka (Гур'ївська сільська рада/Hurjiwska silska rada) im Süden des Rajons Nowa Odessa.
Seit dem 17. Juli 2020 ist es ein Teil des Rajons Mykolajiw.